# Шмид, Вольф
Вольф Шмид (нем. Wolf Schmid; род. 24 марта 1944, Теплице) — немецкий филолог, русист и теоретик литературы; представитель нарратологического подхода в филологии. С 1978 по 2009 год — профессор Гамбургского университета, с 2009 — профессор-эмерит.
Первая монография Шмида была посвящена творчеству Достоевского; в дальнейшем в сферу его интересов вошёл широкий круг вопросов русской литературы. Его труд «Нарратология» (2-е рус. изд. 2008) имеет как теоретическое, так и педагогическое значение.
Шмид — редактор ряда сборников статей по гуманитарно-научным вопросам. На русском языке опубликованы сборники под совместной редакцией В. Шмида и В. М. Марковича.

## Труды
Подробный список публикаций см. здесь Архивная копия от 17 января 2018 на Wayback Machine.

### Книги на русском языке
- Проза как поэзия. Статьи о повествовании в русской литературе. — СПб., 1994. — 239, [4] с.
- Проза Пушкина в поэтическом прочтении: «Повести Белкина». — СПб., 1996. — 371 с.
- Проза Пушкина в поэтическом прочтении: «Повести Белкина» и «Пиковая дама». — Изд. 2-е, испр. и доп. — СПб., 2012/2013. — 356 с. — ISBN 978-5-288-05383-2
- Проза как поэзия: Пушкин, Достоевский, Чехов, авангард. — СПб.: Инапресс, 1998. — 352 с.
- Нарратология. — М.: Языки славянской культуры, 2003. — 311 с. — (Studia philologica). — ISBN 5-94457-082-2
Нарратология. — 2-е, испр. и доп. изд. — М.: Языки славянской культуры, 2008. — 304 с. — ISBN 978-5-9551-0253-5

### Статьи на русском языке
- Единство разнонаправленных впечатлений восприятия. Рассказывание и рассказываемое в «Братьях Карамазовых» Архивная копия от 29 августа 2016 на Wayback Machine // Dostoevsky Studies, Volume 2, 1981
- Вклад Бахтина/Волошинова в теорию текстовой интерференции // Russian Literature. Vol. 26, 1989. 219–236.
- О мотивировке в прозе Пушкина // Russian Literature. Vol. 26, 1989. 495–508.
- Проза и поэзия в «Повестях Белкина» // Известия Академии наук. Серия литературы и языка. Вып. 48, 1989. 316–327.
- Невезучий жених и ветреные суженые. Подтексты и развертывающиеся речевые клише в повести Пушкина «Метель» // Semantic Analysis of Literary Texts. To Honour Jan van der Eng on the Occasion of his 65th Birthday.  Edited by E. de Haard et al. Amsterdam 1990. 443–465.
- Андрей Битов — мастер островидения // Wiener Slawistischer Almanach. Bd. 27, 1991. 5–11.
- Роль развертываемых речевых клише в мотивировочной системе прозы Пушкина // Пушкин и Пастернак. Под ред. Á. Kovács, и I. Nágy. Budapest 1991. 97–110.
- Орнаментальный текст и мифическое мышление в рассказе Е. Замятина «Наводнение»// Русская литература. 1992, Nº 2. 56–67.
- Дом-гроб, живые мертвецы и православие Адрияна Прохорова. О поэтичности «Гробовщика» // Русская новелла. Проблемы теории и истории. Сб. ст. под ред. В. М. Марковича и В. Шмида. СПб.: Изд. СПбГУ, 1993. 63–83.
- О новаторстве лермонтовского психологизма // Russian Literature. Vol. 33,1993. 59–74.
- Слово о Дмитрий Александровиче Пригове // Знамя. 1994, Nº 8. 77–80.
- «Братья Карамазовы» — надрыв автора, или роман о двух концах // Континент. Nº 90, Москва ; Париж 1996. 276–293.
- Орнаментальность и событийность в рассказе И. Э. Бабеля «Переход через Збруч» // Концепция и смысл. Сб. ст. в честь 60-летия профессора В. М. Марковича. СПб., 1996. 314–331.
- «Пиковая дама» А. С. Пушкина: Проблемы поэтики // Русская литература. 1997, Nº 3. 6–28.
- Сен-Жермен, Казанова, Томский, Пушкин — маги рассказывания //  Ars philologiae. Профессору Аскольду Муратову ко дню шестидесятилетия. Сб. ст. под ред. П. Е. Бухаркина. Спб., 1997. 37–47.
- Звуковые повторы в прозе Чехова // Вестник Московского университета. Серия 9. Филология. 1998, Nº 4. 48–66.
- Немцы в прозе Пушкина // Болдинские чтения. Под ред. Н. М. Фортунатова. Нижний Новгород, 1999. 103–115.
- «Пиковая дама» как метатекстуальная новелла // Пушкин и поэтический язык XX века. Сб. ст., посвященный 200-летию со дня рождения А. С. Пушкина. М., 1999. 60–87.
- Архивная копия от 9 августа 2016 на Wayback Machine Нарратология Пушкина // Пушкинская конференция в Стэнфорде, 1999: Материалы и исследования. — М., 2001. — С. 300—317.
- Заметки о парадоксе // Парадоксы русской литературы. Сб. ст. под ред. ч., 2001. 9–16.
- Парадоксальность Пушкина // Парадоксы русской литературы. Сб. ст. под ред. В. М. Марковича и В. Шмида. СПб., 2001. 132–145.
- Абстрактный автор // Polonica. Rossica. Cyclica. Профессор Рольфу Фигуту к 60-летию. Сб. ст. под ред. I. Koubanov, J. Zelinsky, D. Henseler, A. Dobrinyn. М., 2001. 115–132.
- Нарративные уровни «события», «история», «наррация» и «презентация наррации» // Текст. Интертекст. Культура. Сб. докладов международной научной конференции под ред. В. П. Григорьева и Н. А. Фатеевой. М., 2001. 25–40.
- Нарративность и событийность. // Современные методы анализа художественного произведения. Под ред. Т. Е. Автухович и Г. Н. Ермоленко. Гродно, 2003. 8–17.
- Пушкинская философия «может быть» // Telling Forms. 30 Essays in Honour of Peter Alberg Jensen. Edited by K. Grelz and S. Witt. Stockholm, 2004. 356–361.
- Событийность и точка зрения в нарративном мире позднего Чехова // Essays in Poetics. The Journal of the British Neo-formalist Circle. Vol. 30, 2005. 247–253.
- Что такое «Петербургский текст»? // Существует ли Петербургский текст? Сб. ст. под ред. В. М. Марковича и В. Шмида. СПб.: Изд. СПбГУ, 2005. 5–12.
- «Нисхождение» Пушкина к прозе // The Pushkin Handbook. Под ред. D. Бетеа. Madison, 2005. 210–240.
- Шкловский, Набоков, Олеша — «остранение», палиндромы и «невидимая страна внимания и воображения» // The Real Life of Pierre Delalande. Studies in Russian and Comparative Literature to Honor Alexander Dolinin. Ed. by D. Bethea, L. Fleishman, A. Ospovat. Stanford, 2007. Vol. 1. 335–359.
- Апогей событийности в «Братьях Карамазовых» //  Archiv und Anfang. FS für Igor’ Pavlovič Smirnov zum 65. Geburtstag. Hg. von S. Frank und S. Schahadat.  Wiener Slawistischer Almanach, Bd. 59, 2007. 477–486.
- Пути нарратологии // Проблемы нарратологии и опыт формализма/структурализма. Сб. ст. под ред. В. М. Марковича и В. Шмида. СПб., 2008. 3–17.
- Событийность, субъект и контекст // Событие и событийность. Сб. ст. под ред. В. М. Марковича и В. Шмида. М., 2010. 13–23.
- Отбор и конкретизация в словесной и кинематографической наррациях (http://narratorium.rggu.ru/article.html?id=2017636 ) // Narratorium, 2011, Nº 1–2.
- История литературы с точки зрения нарратологии // Вопросы литературы, 2012, № 5. — С. 157—174.
- Полилог о Фаусте: Гёте, Достоевский, Томас Манн // Универсалии русской литературы. Сб. ст. под ред А. Фаустова. Вып. 4. Воронеж, 2012. 148–155.)
- Греческие имена в прозе А. П. Чехова // Namen in der russischen Literatur. Имена в русской литературе. Hg. von M. Freise. Wiesbaden, 2013. 267–278.
- Перспективы и границы когнитивной нарратологии (По поводу работ Алана Пальмера о «fictional mind» и «social mind») Архивная копия от 18 августа 2016 на Wayback Machine // Narratorium, 2014, № 1 (7)
- Прозрение в воображаемом диалоге. Рассказ А. П. Чехова «Горе» // To the Point. Festschrift for Eric de Haard. Ed. by W. Weststeijn, J. Stelleman, W. Honselaar. Amsterdam, 2014. 331–340.
- Бахтин и проблема автора (http://narratorium.rggu.ru/article.html?id=2635301) // Narratorium. Nº9 (2016).
- Книга Иова в «Братьях Карамазовых», или «надрывная» теодицея // A/Z. Essays in Honor of Alexander Zholkovsky. Ed. by D. Ioffe, M. Levitt, J. Peschio, I. Pilshchikov. Boston, 2017. 480–492.
- Изображение сознания в художественной прозе (http://narratorium.rggu.ru/article.html?id=2637242). //  Narratorium. Nº 10 (2017).
- Поэтика и философия «Повестей Белкина». Шесть тезисов (http://narratorium.ru/2018/07/23/вольф-шмид-гамбург-германия-о-поэтик/) // Narratorium. Nº 11 (2018).
- «Красота спасет мир». Эстетическое доказательство существования бога // Универсалии русской литературы. Сб. ст. под ред А. Фаустова. Вып. 8. Воронеж,  2020. 100–107.
- Аристотель о нарративной мотивировке // Тю/ипология дискурсов: К 75-летию Валерия Игоревича Тюпы. M., 2020. 16–21.

### Сборники под ред. В. Шмида и В. М. Марковича
- Русская новелла. Проблемы теории и истории. СПб.: Изд. СПбГУ, 1993.
- Автор и текст. СПб.: Изд. СПбГУ, 1996.
- Парадоксы русской литературы. СПб.: Инапресс, 2001.
- Существует ли Петербургский текст? СПб.: Изд. СПбГУ, 2005.
- Проблемы нарратологии и опыт формализма/структурализма. СПб.: Пушкинский проект, 2008.
- Событие и событийность. М.: Изд. Кулагиной-Интрада, 2010.

## Награды и признание
- Медаль Пушкина (18 октября 2007 года, Россия) — за большой личный вклад  в распространение русского языка и развитие российско-германских культурных связей[3]
- 2000 - почетный доктор СПбГУ